# Pschoe
Pschoe (Georgisch: ფსხუ; Abchazisch: Ҧсҳәы; Russisch: Псху) is een dorp in de Georgische autonome en feitelijk afgescheiden republiek Abchazië, gelegen in het district Soechoemi. Het dorp is gesitueerd in het bovenste stroomgebied van de Bzipi-rivier tussen de Grote Kaukasus en het Bzipigebergte, op ongeveer 760 meter boven zeeniveau. 

## Geschiedenis
De plek van de nederzetting wordt al zeker sinds de bronstijd door mensen bewoond, getuige de dolmens die hier staan. Op ongeveer 800 meter ten zuidwesten van het dorp liggen de ruïnes van een middeleeuws fort in het bos op een strategische hoogte boven de samenvloeiing van de rivieren Baoeli en Bzipi. Het fort was ongeveer 120 bij 60 meter groot.

### Kaukasusoorlog
Pschoe was een van de berggemeenschappen in het vorstendom Abchazië die tijdens de Kaukasusoorlog in de 19e eeuw weerstand bood tegen de Russische pogingen tot onderwerping. De inwoners van Pschoe waren regelmatig betrokken bij Abchazische anti-koloniale opstanden, waaronder in 1821, 1840-1841, en 1859-1860. De Abchazische prins voerde niettemin strafexpedities uit tegen de berggemeenschappen, en er volgde deportatie van de bergvolken naar Turkije.
Ook de Russische strijdkrachten voerden strafexpedities uit tegen de berggemeenschap. Uiteindelijk werden na hevige gevechten in augustus 1864 de meeste inwoners van de bovenloop van de Bzipi door de Russen gedwongen het gebied te verlaten en zich in Turkije te vestigen. Een klein deel verhuisde naar de noordkant van de Kaukasus en vestigde zich tussen de Abazijnen.

### Tweede Wereldoorlog
Tijdens de Duitse operatie Operatie Edelweiss in de Tweede Wereldoorlog om de Kaukasus te veroveren, werd Pschoe op 27 augustus 1942 door de Nazi's bezet. De Duitsers veroverden in de zomer van 1942 een drietal passen over de Grote Kaukasus, waaronder ook de Kloechor-pas in de Soechoemse militaire weg bij Sakeni (Kodorivallei), maar Pschoe was het verste dat de Duitsers in Transkaukasië doordrongen. Na zes weken werd het dorp op 9 oktober 1942 weer bevrijd door het Roden Leger en werden de Nazi's teruggedrongen naar de Santsjar-pas.
In 2017 werden de lichamen van dertig Sovjetsoldaten gevonden in de omgeving van de Santsjar-pas, tien kilometer ten noordoosten van Pschoe. Zij waren naar alle waarschijnlijkheid omgekomen bij een nederlaag op de pas op 15-16 oktober 1942. De lichamen werden in Pschoe begraven.

## Geografie
Pschoe ligt op een plateau 50-100 meter boven de samenvloeiing van de Baoeli en Bzipi-rivieren. De Baoeli stroomt hier door een opening tussen twee bergrichels uit haar bekken op de hellingen van de Grote Kaukasus. Ten zuiden van Pschoe, aan de linkerzijde van de Bzipi, ligt het Bzipigebergte dat parallel aan de Grote Kaukasus de directe toegang tot de Zwarte Zeekust blokkeert. Door de aanwezigheid van stromend water en een kleine waterkrachtcentrale is Pschoe zelfvoorzienend in de elektriciteit.
Het dorp ligt aan de rand van het Pschoe natuurreservaat, een van de beschermde gebieden in Georgië. Het reservaat strekt zich vanaf Pschoe in oostelijke richting uit over het bovenste stroomgebied van de Bzipi, en beslaat ook de berghellingen ten noorden van Pschoe bij de Santsjar-pas. Het natuurgebied werd in 1978 opgericht om voornamelijk de naaldwouden te beschermen en is ruim 273&km² groot. De naast het dorp gelegen berg Inal-Koeba van circa 1200 meter boven zeeniveau is een van de zeven heilige plaatsen van de Abchaziërs. De berg is vernoemd naar Inal de Grote van Circassië die hier na zijn dood rond 1460 begraven zou zijn.

## Demografie
Volgens de Abchazische volkstelling van 2011 woonden er 189 mensen in de dorpsgemeenschap Pschoe, bestaande uit Pschoe en nog zes dorpen. Hiervan was 91% (172) Russisch en 9% (17) Abchazisch. Het dorp had sinds de kolonisatie na de  Kaukasusoorlog een Russische meerderheid.
| Pschoe (dorp)                                                                                            |     | 170 | 136 | onbekend |
| Pschoe (dorpsgemeenschap)                                                                                | 473 | 539 | 230 | 189      |
| Verantwoording data: 1926-2011. Noot: De Abchazische cijfers vanaf 1994 worden niet erkend door Georgië. |     |     |     |          |

## Vervoer
Pschoe ligt afgelegen in de bergen en is over de weg alleen bereikbaar vanaf Bzipi via het Ritsameer en de 2031 meter hoge Antsjcho-pas, een lange omweg vanaf het districtscentrum Soechoemi. In Pschoe is een klein vliegveld met een landingsbaan in gras, die gebruikt wordt voor het vervoer van vooral toeristen vanaf Soechoemi met een Antonov An-2 tweedekker.